# Aartsbisdom Regina
Het aartsbisdom Regina (Latijn: Archidioecesis Reginatensis) is een rooms-katholiek aartsbisdom met als zetel Regina, hoofdstad van de provincie Saskatchewan, in Canada. De aartsbisschop van Regina is metropoliet van de kerkprovincie Regina, waartoe ook de volgende suffragane bisdommen behoren:
- Prince-Albert
- Saskatoon

## Geschiedenis
Het aartsbisdom werd opgericht op 4 maart 1910, als bisdom Regina, uit delen van het aartsbisdom Saint-Boniface, en was suffragaan aan het aartsbisdom Saint-Boniface. Op 4 december 1915 werd het verheven tot metropolitaan aartsbisdom. Op 14 september 1998 werd het bisdom Gravelbourg opgeheven en een deel van het gebied werd samengevoegd met het aartsbisdom Regina. De kathedraal van Gravelbourg dient sindsdien als cokathedraal. 

## Parochies
Het aartsbisdom had in 2020 een oppervlakte van 151.375 km2 en telde 463.700 inwoners waarvan 30,4% rooms-katholiek was.

## Aartsbisschoppen
- Olivier Elzéar Mathieu (21 juli 1911 - 26 oktober 1929)
- James Charles McGuigan (30 januari 1930 - 22 december 1934)
- Peter Joseph Monahan (26 juni 1935 - 6 mei 1947)
- Michael Cornelius O’Neill (4 december 1947 - 26 september 1973)
- Charles Aimé Halpin (24 september 1973 - 16 april 1994)
- Peter Joseph Mallon (9 juni 1995 - 30 maart 2005)
- Daniel Joseph Bohan (30 maart 2005 - 15 januari 2016)
- Donald Joseph Bolen (11 juli 2016 - heden)

## Galerij van afbeeldingen

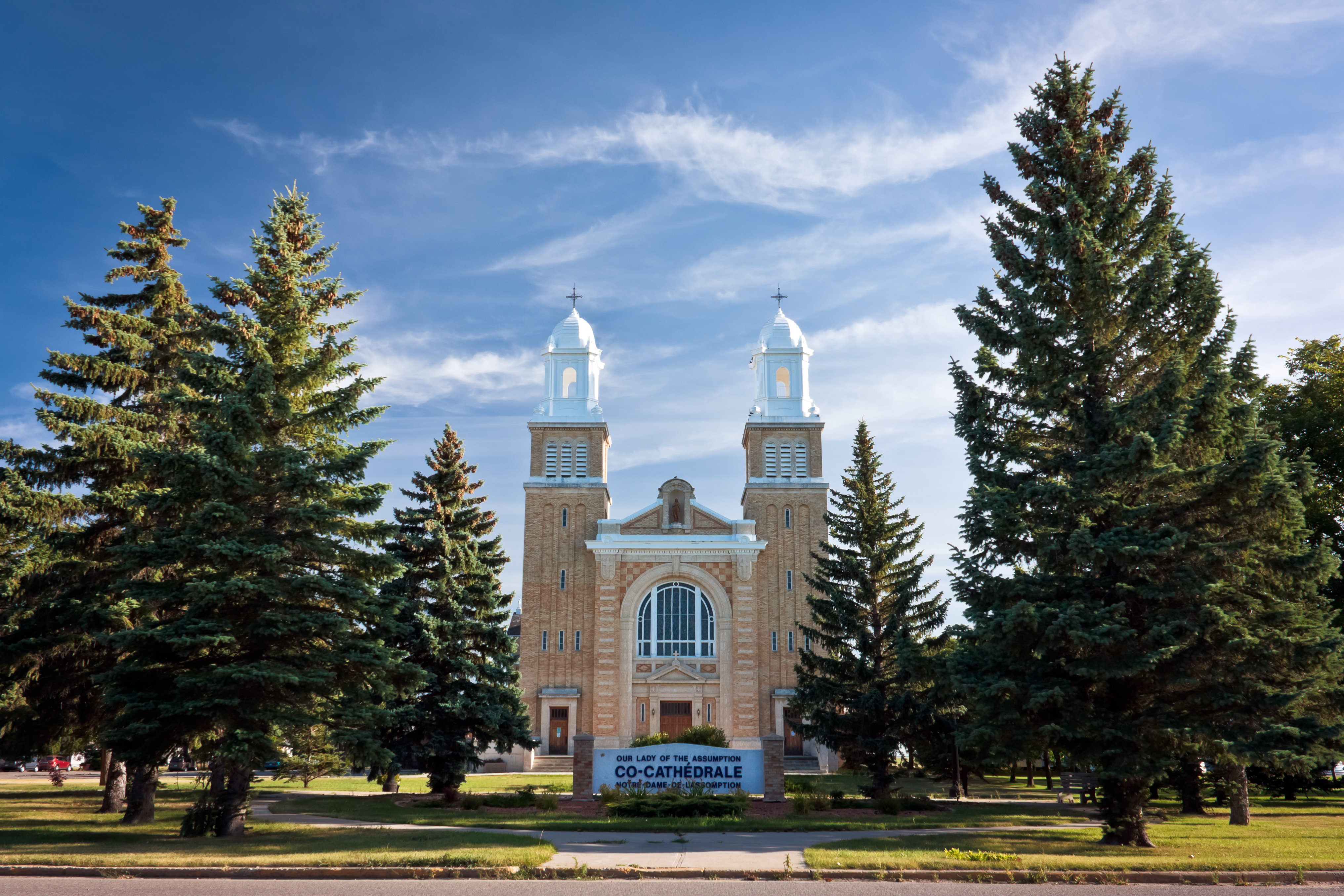
Cokathedraal van Gravelbourg in 2011
Kerkprovincie Regina op een kaart van de Canadese bisdommen

Regina (aartsbisdom) · Prince-Albert · Saskatoon
Voormalig: Gravelbourg